# Oleksandr Koezin
Oleksandr Koezin (Oekraïens Олександр Кузин) (21 oktober 1974) is een Oekraïense langeafstandsloper, die is gespecialiseerd in de marathon.

## Loopbaan
In 2000 liep Koezin een parcoursrecord op de marathon van Baden in 2:15.39. In 2005 werd hij vierde op de marathon van Venetië in een persoonlijk record van 2:10.54 en verbeterde hij in 2006 het parcoursrecord van de marathon van Rome tot 2:10.09.
In 2007 won hij de marathon van Linz in de snelste tijd (2:07.33) die ooit op Oostenrijkse bodem is gelopen en hij miste het Oekraïens record van Dmytro Baranovsky op een haar.
Oleksandr Koezin is van beroep politieagent en getrouwd met atlete Tetjana Hladyr, die met een persoonlijk record van 2:25.44 tot werelds beste marathonloopsters behoort.

## Titels
- Oekraïens kampioen 20 km - 2006

## Persoonlijke records
| Onderdeel      | Prestatie | Datum            | Plaats  |
| -------------- | --------- | ---------------- | ------- |
| 5000 m         | 14.09,79  | 12 juni 2002     | Donetsk |
| halve marathon | 1:06.16   | 24 augustus 2004 | Kiev    |
| marathon       | 2:07.33   | 15 april 2007    | Linz    |

## Palmares

### halve marathon
- 1996: 58e WK in Palma de Mallorca - 1:06.18

### marathon
- 1999: 13e marathon van Praag - 2:17.00
- 2000: 4e marathon van Praag - 2:13.08
- 2000: 9e marathon van Venetië - 2:12.46
- 2001:  marathon van Carpi - 2:12.20
- 2001: 7e marathon van Turijn - 2:13.10
- 2002:  marathon van Carpi - 2:11.06
- 2002: 7e marathon van Turijn - 2:13.30
- 2003: 9e marathon van Marseille - 2:17.38
- 2004: 5e marathon van Brussel - 2:13.41
- 2004: 9e marathon van Turijn - 2:18.02
- 2004: 8e marathon van Dallas - 2:24.35
- 2005:  marathon van Trevise - 2:13.39
- 2005: 4e marathon van Venetië - 2:10.54
- 2006: 5e marathon van Rome - 2:10.09
- 2006:  Marathon van Dublin - 2:13.11
- 2007:  Marathon van Linz - 2:07.33
- 2007: 9e New York City Marathon - 2:14.01
- 2008: 15e marathon van Parijs - 2:11.08
- 2008: 8e marathon van Milaan - 2:13.43
- 2009: 10e marathon van Daegu - 2:11.44

### veldlopen
- 1997: 142e WK - 38.34